# دالي وايت
دالي وايت (بالإنجليزية: Dale White)‏ هو لاعب كرة قدم بريطاني في مركز الهجوم، ولد في 17 مارس 1968 في سندرلاند في المملكة المتحدة. لعب مع نادي غيتزهد.